# Kärleksexpressen
Kärleksexpressen är en svensk dramafilm från 1932 i regi av Lorens Marmstedt.

## Om filmen
Filmen premiärvisades 31 oktober 1932 i Stockholm och Örebro. Den spelades in vid Filmateljén i Segeltorp, Stockholm med exteriörer från Stockholms nöjesliv av Adrian Bjurman.                      

## Rollista i urval
- Isa Quensel – privatdetektivens systerdotter
- Einar Axelsson – Weber, tandläkare
- Nils Ohlin – Adolf
- Anna Lindahl – Hilma
- Lili Ziedner – den rika änkan
- Eric Abrahamsson – privatdetektiv
- Anna-Lisa Baude
- Doris Nelson

## Musik i filmen
- En spännande roman, kompositör Karl Wehle, text Gösta Rybrant.
- Kärleksexpressen, kompositör Karl Wehle, text Nils-Georg.
- Någonting att äta, någonting att dricka, kompositör Karl Wehle, text Dardanell, sång Karl Wehle
- När svalorna komma och bygga sitt bo, kompositör Karl Wehle.